# Pistola pie de pato
La pistola "pie de pato", llamada de esta forma por la disposición de sus cañones, es una antigua pistola usada en los siglos XVIII y XIX que posee desde tres a ocho cañones de manera que es muy eficaz para enfrentar a varios rivales a la vez, a corta distancia (debido a su enorme falta de precisión al su mayoría no poseer un cañón que apunte hacia adelante), por lo que fue principalmente usada por oficiales navales o funcionarios de prisiones.